# Gabara barbara
Gabara barbara är en fjärilsart som beskrevs av William Schaus 1915. Gabara barbara ingår i släktet Gabara och familjen nattflyn. Inga underarter finns listade i Catalogue of Life.